# Bruno Tschötschel

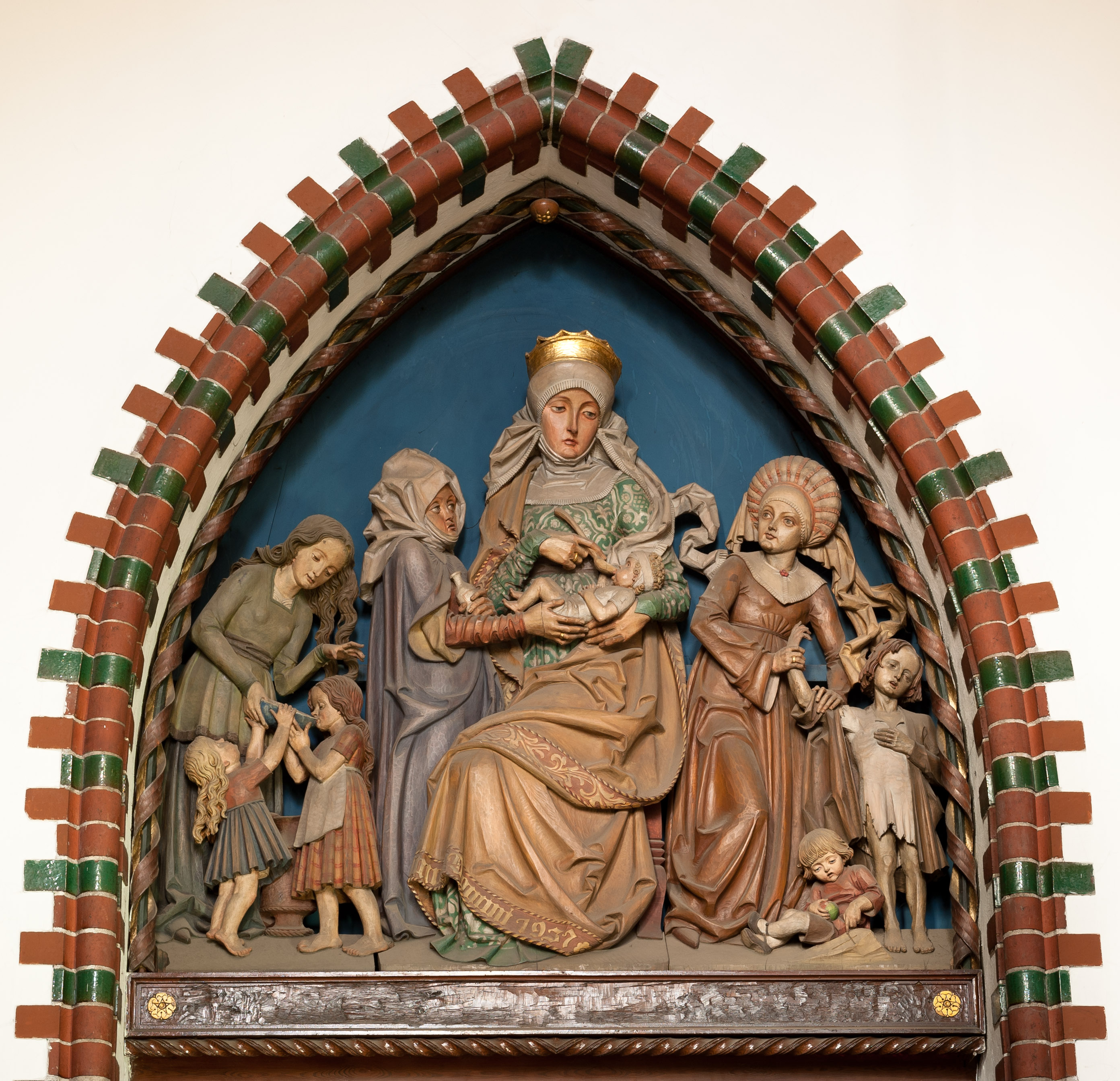
Dzieło artysty – tympanon w kościele pw. św. Elżbiety we Wrocławiu przy ul. Grabiszyńskiej, drewno polichromowane, 1937

Bruno Tschötschel (ur. 29 marca 1874 w Świebodzicach, zm. 24 czerwca 1941 we Wrocławiu) – niemiecki rzeźbiarz, tworzący we Wrocławiu w I poł. XX w..

## Życiorys
Syn Augusta Karola Tschötschela (zmarł, gdy Bruno miał dwa lata) i Ernestyny Luizy Alex. Najpierw zdobył wykształcenie czeladnicze w zakresie snycerstwa. Po dalszą naukę zawodu wyjechał do Szwajcarii, Trewiru i Paderborn, gdzie uczył się rzemiosła rzeźbiarskiego. W okresie 1902–1905 r. studiował u profesora Arnolda Schwarzburga w Królewskiej Szkole Sztuki i Rzemiosła Artystycznego we Wrocławiu, kontynuując tamże studia w roku 1908. Następnie podjął pracę wykładowcy na macierzystej uczelni, a po paru latach założył własną pracownię rzeźbiarską przy Holteistraße (obecnie ul. Prosta). W roku 1910 ożenił się we Wrocławiu z Klarą Jadwigą Würtz, mieli dwie córki i syna (zmarłego w dzieciństwie). Został pochowany na Cmentarzu Grabiszyńskim.

## Twórczość
Tworzył rzeźby w stylach nawiązujących do historycznych, art déco i modernistycznym przede wszystkim dla kościołów i klasztorów katolickich na Śląsku. Był też konserwatorem zabytków i dzieł sztuki. Pozostawił po sobie przeszło 200 realizacji, które przetrwały II wojnę światową, w tym szopek i nagrobków cmentarnych. Oprócz dzieł w drewnie, rzeźbił także w kamieniu i kości słoniowej.

## Przykładowe dzieła
- Ołtarz boczny Ogrójec z 1911 roku w kościele Trójcy Przenajświętszej w Rudzie Śląskiej–Kochłowicach.
- Pomnik Świętej Jadwigi Śląskiej w Katowicach, 1912.
- Pietà w bazylice św. Ludwika Króla i Wniebowzięcia Najświętszej Maryi Panny w Katowicach, 1920.
- Pietà w Kościele pw. św. Idziego i św. Bernardyna w Głubczycach.
- św. Franciszek Ksawery, kopia posągu patrona Kłodzka na moście gotyckim na Młynówce (według oryginału z 1714), 1920[8]
- Madonna, figura we wrocławskim kościele jezuitów
- tympanon w kościele św. Elżbiety we Wrocławiu (ul. Grabiszyńska)
- Zachowane do dziś wyposażenie dwóch kaplic w klasztorze św. Jadwigi Śląskiej w Trzebnicy (2 portale, 2 ołtarze, tympanony, droga krzyżowa, szopka (z 1934 r., pierwotnie zawierała 58 drewnianych figurek[9]), skarbonka, figury Najświętszej Maryi Panny, Serca Jezusa, płaskorzeźba św. Cecylii)[10].
- ołtarz główny i ołtarz z pietą w kościele św. Apostołów Piotra i Pawła w Sycowie, a także droga krzyżowa (z 1923 r.) między Sycowem a Świętym Markiem[11].